# 波苏埃尔德尔坎波
波苏埃尔德尔坎波，是西班牙阿拉贡自治区特鲁埃尔省的一个市镇。总面积28平方公里，总人口112人（2001年），人口密度4人/平方公里。